# موتسوکو ناگاتا
موتسوکو ناگاتا (انگلیسی: Mutsuko Nagata؛ زادهٔ ۱۶ سپتامبر ۱۹۷۶) بازیکن بسکتبال اهل ژاپن بود.